# Vanessa Quin
Vanessa Quin (Tauranga, 15 ottobre 1976) è un'ex mountain biker neozelandese, specialista del downhill. Fu campionessa del mondo nel 2004.

## Palmarès
- 2004

Campionati del mondo, Downhill (Les Gets)

## Piazzamenti

### Competizioni mondiali
- Coppa del mondo di mountain bike

Coppa del mondo 1999 - Downhill: 30º
Coppa del mondo 1999 - Dual slalom: 19º
Coppa del mondo 2000 - Downhill: 36º
Coppa del mondo 2000 - Dual slalom: 12º
Coppa del mondo 2001 - Downhill: 27
Coppa del mondo 2001 - Dual slalom: 13º
Coppa del mondo 2002 - Downhill: 6º
Coppa del mondo 2002 - Four cross: 11º
Coppa del mondo 2003 - Downhill: 13º
Coppa del mondo 2004 - Downhill: 5º
Coppa del mondo 2004 - Four cross: 8º
Coppa del mondo 2005 - Downhill: 4º
Coppa del mondo 2005 - Four cross: 8º
Coppa del mondo 2006 - Downhill: 60º
- Campionati del mondo di mountain bike

Sierra Nevada 2000 - Dual Slalom: 7º
Vail 2001 - Downhill: 5º
Vail 2001 - Dual Slalom: 7º
Kaprun 2002 - Downhill: 6º
Kaprun 2002 - Four-cross: 13º
Lugano 2003 - Downhill: 9º
Les Gets 2004 - Downhill: vincitrice
Les Gets 2004 - Four-cross: 16º
Livigno 2005 - Downhill: 4º
Livigno 2005 - Four-cross: 8º
Rotorua 2006 - Downhill: 4º
Fort William 2007 - Downhill: 14º